# Rochowo (przystanek kolejowy)
Rochowo – zlikwidowany w 1945 roku przystanek osobowy w Rochowie, w gminie Polanów, w powiecie koszalińskim, w województwie zachodniopomorskim, w Polsce.